# 土藿香
土藿香，通称藿香，是唇形科藿香属多年生草本植物。原产于东亚。

## 形态

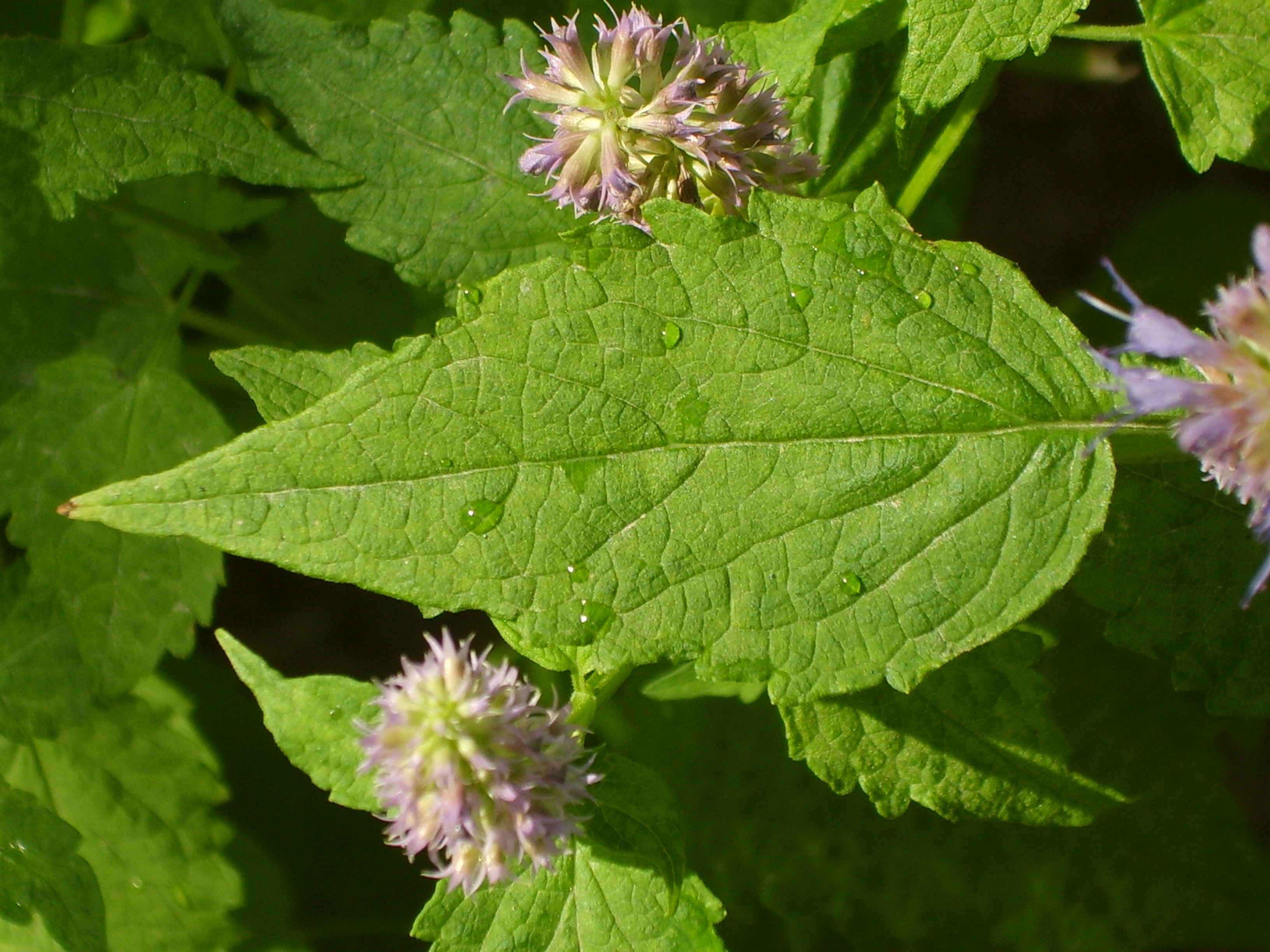
藿香的叶

全草有特有的香气。茎直立，四棱形，高40-100cm，上部具有分枝。叶对生，叶呈卵形至心状卵形，长5-10cm，宽3-7cm。花期8-10月，花穗约2cm，生紫色的小型唇形花。果实呈扁三棱状倒卵形，长约1.8mm。

## 栽培
在肥沃的保湿土壤和阳光下生长良好。在阴凉条件下香气变弱。常见的栽培品种金叶藿香（Agastache rugosa 'Golden Jubilee'）的叶呈黄绿色。

## 用途

### 食用
在韩国料理中，这种藿香是一种常见的香料，常添加于泥鳅汤（韩语：추어탕），辣鱼汤（韩语：매운탕）中，也可作为韩国煎饼的配料。

### 药用
土藿香是一味中药，至少从明代起开始作为广藿香（正品藿香）的替代品。

## 化学物质
土藿香含有以下化学物质：
- 甲基胡椒酚（Estragole），全草
- p-茴香醛（p-Anisaldehyde），全草
- 4-甲氧基肉桂醛（4-methoxycinnamaldehyde），芽
- 藿香黄酮醇（Pachypodol），叶
- d-柠烯
- 石竹烯
- 亚油酸
- 棕榈酸

## 延伸阅读
[在维基数据编辑]
 《欽定古今圖書集成·博物彙編·草木典·藿香部》，出自陈梦雷《古今圖書集成》
 《植物名實圖考·藿香》，出自吳其濬《植物名實圖考》